# Gentiana densiflora
Gentiana densiflora là một loài thực vật có hoa trong họ Long đởm. Loài này được T.N.Ho mô tả khoa học đầu tiên năm 1994.